# Андреєвський Микола Андрійович
Андреє́вський Мико́ла Андрі́йович (*1786, Османська імперія — †1821, місто В'ятка) — російський архітектор.
Потрапив до Російської імперії під час російсько-турецької війни, хрещений. 1800 року його віддали до Петербурзької академії художеств. У 1804—1805 роках за свої 3 навчальні проєкти Андреєвський отримав 2 срібні й 1 золоту медалі.
У 1806—1813 роках служив помічником архітектора у містах Іжевськ та Воткінськ, брав участь у реконструкції Воткінського залізоробного та Іжевського зброярського заводів, викладав креслення у гірничих школах. Автор першого генерального плану міста Воткінська (1808—1811) та серії проєктів будинків майстрових (1808—1810). Від 1813 року — губернський архітектор у В'ятці.